# Pegavica Skalnega gorovja
Pegavica Skalnega gorovja je bakterijska vročinska bolezen, ki jo povzroča rikecija Rickettsia rickettsii in jo prenašajo klopi. Značilna zgodnja simptoma sta vročina in glavobol, po nekaj dneh se pojavi izpuščaj. Izpuščaj je petehialni (v obliki majhnih podkožnih krvavitev) in se začne pojavljati v predelu zapestij in gležnjev. Pojavijo se lahko tudi bolečine v mišicah in bruhanje. Možna trajna zapleta sta izguba sluha in potreba po amputaciji delov zgornjih ali spodnjih udov.
Povzročitelj je bakterija Rickettsia rickettsii, ki jo prenašajo različne vrste klopov v Severni Ameriki. Gostitelji so glodavci in psi. V redkih primerih se bolezen prenese s transfuzijo krvi. V zgodnjih fazah bolezni je postavitev diagnoze težavna, zlasti pa pri bolnikih, pri katerih se ne pojavi izpuščaj. Potrditev diagnoze omogočajo laboratorijski testi, vendar pa je pomembno zgodnje zdravljenje, ki se uvede čim prej po prepoznavi simptomov. Spada med tako imenovane pegavice (angl. spotted fever – vročinske bolezni, ki jih povzročajo rikecije, kot so še okužba z Rickettsia parkeri ali Rickettsia philipii ter rikecijske koze).
Za zdravljenje se uporablja antibiotik doksiciklin. Učinkovitost zdravljenja je boljša, če se uvede zgodaj. Uporablja se lahko pri bolnikih vseh starosti in tudi pri nosečnicah. Preventivna uporaba antibiotikov se ne priporoča. Kljub zdravljenju umre okoli 0,5 % bolnikov, pred odkritjem tetraciklina v 40-ih letih dvajsetega stoletja pa je bila smrtnost 10-odstotna.
Letno v Združenih državah Amerike poročajo o manj kot 5000 primerih bolezni, največ v juniju in juliju. O primerih so doslej poročali iz različnih predelov celinskih ZDA, zahodne Kanade ter predelov Srednje in Južne Amerike. Prvič so jo odkrili v začetku 19. stoletja v Skalnem gorovju.